# Journal of Information Technology & Politics
Journal of Information Technology & Politics é uma revista científica revista por pares fundada em 2004 pela Haworth Press, quando era conhecida pelo nome Journal of E-Government. Em 2007, mudou para o nome atual e passou a ser publicada pela Routledge. Atualmente, é publicada pela Taylor & Francis. É a revista oficial da seção de Informação, Tecnologia & Política da American Political Science Association. Os editores-chefe são Lauren Copeland (Universidade Baldwin Wallace), Jason Gainous (Universidade de Louisville) e Terri Towner (Universidade de Oakland). Ela aborda a interação da tecnologia da informação com processos políticos e governamentais.